# Engyprosopon macrolepis
Engyprosopon macrolepis är en fiskart som först beskrevs av Regan, 1908.  Engyprosopon macrolepis ingår i släktet Engyprosopon och familjen tungevarsfiskar. Inga underarter finns listade i Catalogue of Life.